# Isogyrische Reaktion
Eine Isogyrische Reaktion ist eine chemische Reaktion, bei der die Anzahl gepaarter und ungepaarter Elektronen konstant bleibt.
Bei der theoretischen Vorhersage von Reaktionsenergien fallen Fehler in den Rechenmethoden stärker ins Gewicht, da es sich bei Reaktionsenergien um betragsmäßig kleine Größen handelt, verglichen mit den Energien aus deren Differenz sie sich ergeben. Systematische Fehler heben sich bei der Bildung von Differenzen im Allgemeinen auf. Somit ist es in der Theoretischen Chemie sinnvoll, Reaktionen nach der Art des systematischen Fehlers zu charakterisieren, dessen Einfluss bei der Berechnung der Reaktionsenergie vernachlässigt werden kann.

## Definition
Bei einer isogyrischen Reaktion bleibt die Anzahl gepaarter Elektronen und die Anzahl ungepaarter Elektronen konstant.
Eine Teilmenge der Isogyrischen Reaktionen sind die Isodesmischen Reaktionen.

## Beispiel
{\displaystyle \mathrm {(CH_{3})_{3}CBr\ \longrightarrow \ (CH_{3})_{3}C^{+}+Br^{-}} }